# Culinária da Hungria

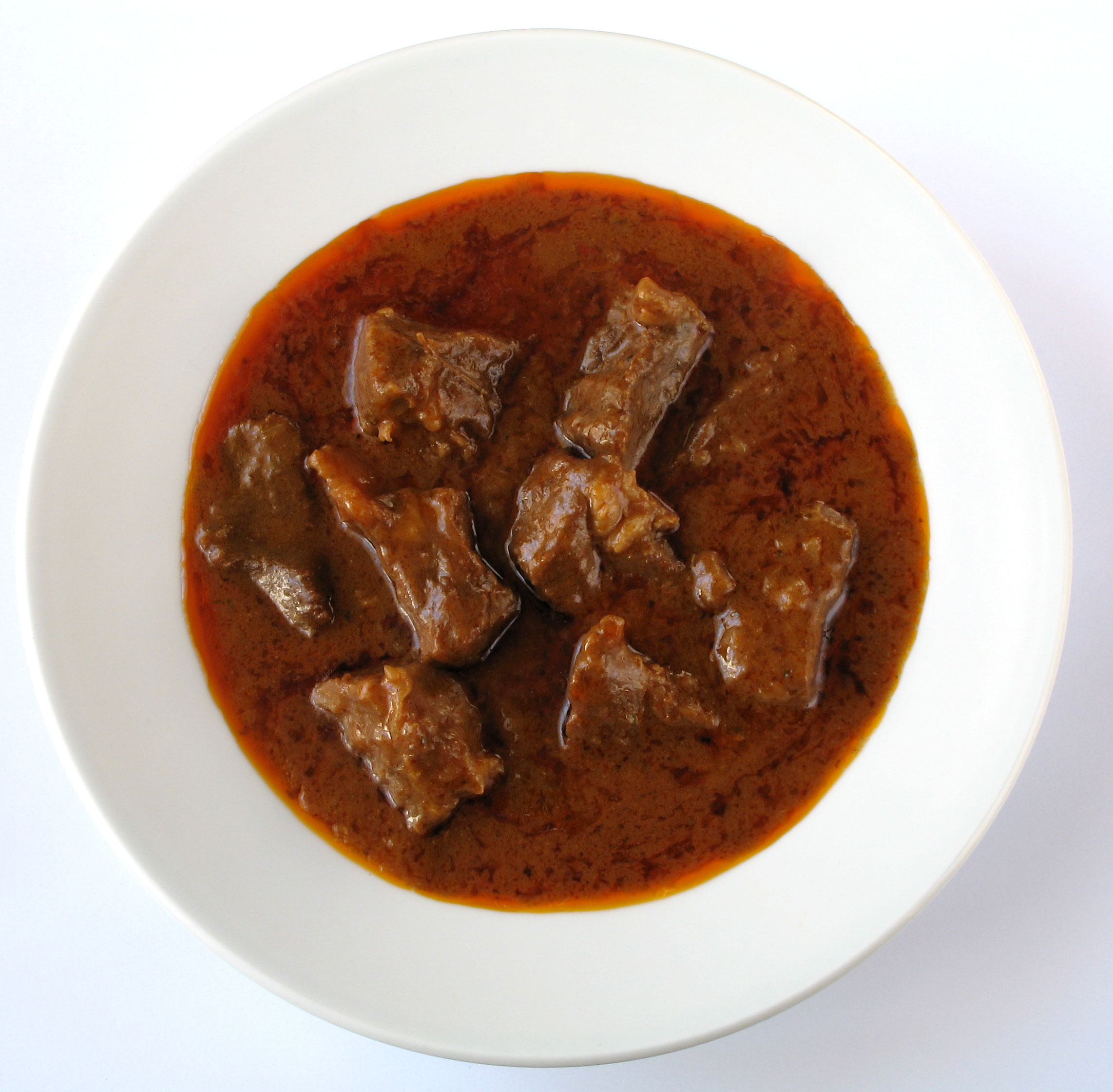
O prato nacional da Hungria é o goulash.

A gastronomia húngara é um elemento resultante da cultura dos húngaros. É uma gastronomia variada, com comida que usa os recursos do país. A cultura culinária de é resultado do desenvolvimento histórico de mais de um milénio.
A culinária é rica em aromas e sabores picantes, e o prato mais conhecido é o goulash - em húngaro:  gulyás - que reúne os sabores típicos misturados com o popular pimentão.

## Ingredientes
Nesta gastronomia é frequente o uso de pimento, pimentão e malagueta, além de alho. Há poucos pratos com legumes crus. Os fritos costumam fazer-se com banha de porco, que chega a ser utilizada para fritar a alta temperatura e costuma ter um sabor fumado. Na área dos enchidos há um famoso salame (téliszalámi), elaborado desde 1883 em Szeged de forma artesanal e de qualidades únicas que o diferenciam bastante do original italiano, o paprikás szalámi (salame com pimentão) e o csemege szalámi (salame elaborado com uma mistura de carnes de porco e vaca), as salsichas fumadas békéscsaba e gyula.

## Pratos
Segue-se uma lista de alguns pratos típicos

### Carne e peixe

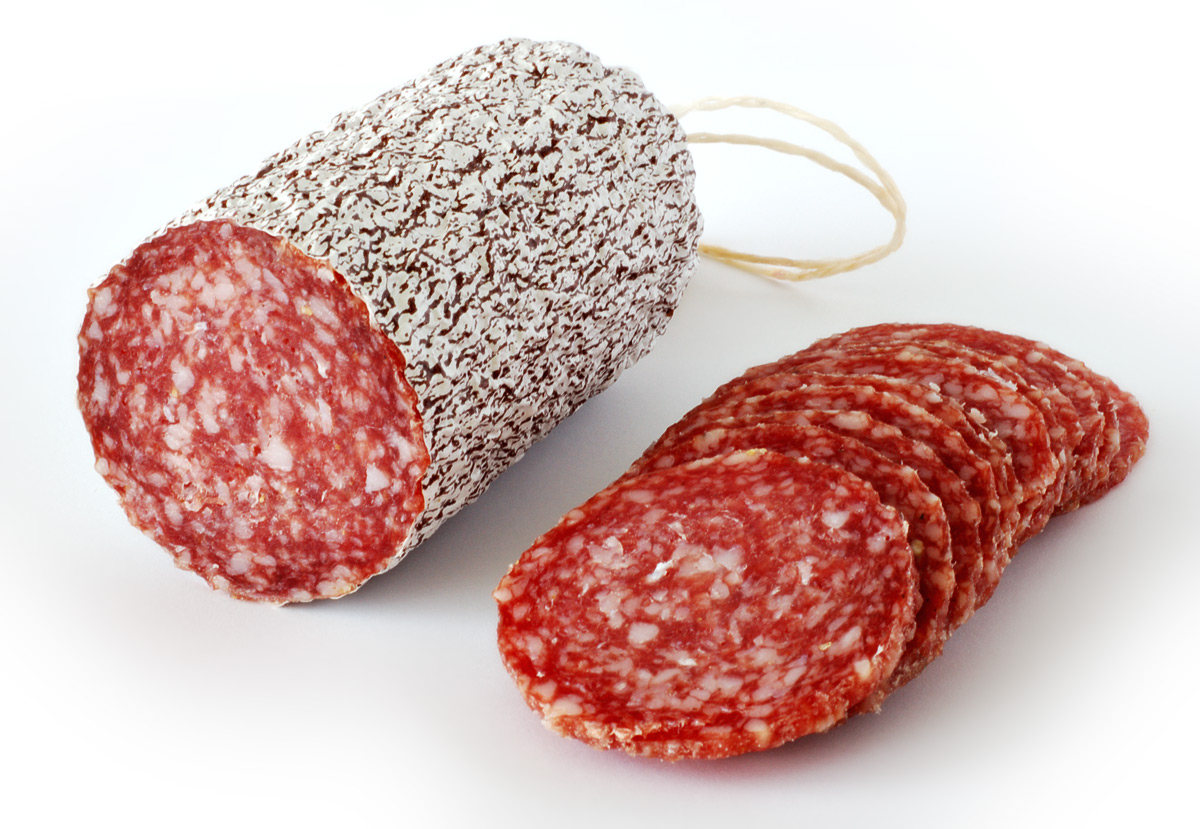
O salame húngaro ('téliszalámi') é mundialmente conhecido.

- Goulash (gulyás é qualquer sopa de carne com paprika e legumes)
  - Bográcsgulyás (a forma mais antiga de Kesselgulasch)
- Pörkölt - pedaços de carne com caldo de pimentão e outras especiarias, servido com uma massa denominada tarhonya
- Halászlé - sopa picante de peixe
  - Bajai halászlé
  - Szegedi halászlé (sopa de peixe de Szeged)
- Hurka (véres hurka: morciea, májas hurka: paté de fígado, especialidades caseiras de porco, hurka e kolbász conhecidos como disznótoros)
- Fogasch (húngaro: "fogas")
- Libamáj - fígado de ganso
- Lecsó - pimentos fritos com cebola e batatas (acompanhamento)
- Hortobágyer - recheio de goulash
- Debreziner (salsichas de Debrecen)

### Outros
- Lángos (pão frito).

### Bebidas
- Unicum - bebida digestiva muito amarga feita com ervas
- Tokaji - vinho mais conhecido da Hungria

### Tipos de alimentos
- Előételek (Aperitivos)
- Levesek (Sopas)
- Saláták (Saladas)
- Készételek (Pratos preparados)
- Frissensültek (Pratos no forno)
- Halételek o Halak (Peixes)
- Szárnyasok (Aves)
- Tészták (Salgados de massa folhada)
- Sütemények (Sobremesas)
- Sajtok (Queijo)

## Principais características da cozinha tradicional
- uso da banha de porco ou óleo de girassol, paprika picante e cebola
- uso dominante de banha de porco (mas o último lugar do óleo)
- uso de leite, requeijão e creme de leite em abundância
- métodos específicos de cozedura (preparação de ensopado de fundo, ensopado de pão torrado e moído)
- consumo de carboidratos e alta pratos de legumes

## Pratos de datas festivas na Hungria:
Na rica tapeçaria cultural da Europa, a culinária húngara destaca-se como uma sinfonia de sabores ricos e tradições profundas, que ganham ainda mais destaque durante as festividades de Natal e Páscoa. Com uma história que se estende por séculos, a cozinha húngara é uma fusão única de influências turcas, austríacas e eslavas. Vamos nos aprofundar nas delícias gastronômicas húngaras e explorar as nuances dos pratos típicos dessas duas festividades especiais.

### Natal Húngaro: Uma Festança de Aromas e Tradições
O Natal na Hungria é uma celebração calorosa e familiar, centrada em torno de refeições que não apenas encantam o paladar, mas também enchem a casa com aromas irresistíveis. Uma estrela da mesa natalina é o Halászlé, uma sopa de peixe picante que aquece os corações mesmo nas noites mais frias de dezembro. Elaborada com uma mistura de peixes de água doce, pimentões e especiarias, esta sopa é um verdadeiro banquete para os sentidos.
Outro prato popular é o Töltött Káposzta, charuto de repolho recheado com uma mistura suculenta de carne de porco e arroz, cozido em um molho de tomate rico que adiciona uma dimensão de sabor única. A combinação de carne, arroz e repolho cria uma harmonia de texturas e sabores que é um verdadeiro deleite para os amantes da culinária húngara.
A estrela doce do Natal húngaro é, sem dúvida, o Bejgli, um pão trançado recheado com nozes ou sementes de papoula. Esta delícia, muitas vezes preparada com esmero pelas mãos talentosas das avós, é não apenas um deleite para o paladar, mas também um elo de ligação com as tradições familiares. Compartilhar o Bejgli entre familiares e amigos é mais do que um ato gastronômico; é uma expressão de união e generosidade que define o espírito natalino húngaro.

#### Páscoa na Hungria: Uma Celebração de Renascimento Gastronômico
A Páscoa na Hungria é uma celebração alegre, marcada por pratos que celebram o renascimento da natureza na primavera. Um prato típico é o Sonka Tojással, presunto cozido com ovos cozidos e molho de mostarda. A combinação de sabores salgados e picantes neste prato representa a transição da estação fria para a primavera quente, enquanto os ovos simbolizam a fertilidade e a renovação.
Outra iguaria popular é o Túrós Csusza, uma massa robusta com queijo cottage cremoso e pedaços saborosos de bacon, que representa a abundância da estação. Esta mistura de ingredientes simples, mas deliciosos, é uma representação viva da riqueza da terra húngara.
As sobremesas de Páscoa também são imperdíveis. O Kalács, um pão doce trançado muitas vezes enfeitado com amêndoas ou açúcar de confeiteiro, é uma delícia que conquista todos os paladares. O Mákos Guba, um pudim de sementes de papoula com pedaços de pão, é uma iguaria única e deliciosa associada a essa época festiva, proporcionando um toque final perfeito para a refeição pascal.
Além dos pratos específicos, as tradições culinárias húngaras durante o Natal e a Páscoa também incluem a troca de ovos decorados e a preparação de cestas de alimentos abençoados nas lojas locais. Estes gestos simbolizam não apenas a alegria das festividades, mas também a importância da comunidade e da espiritualidade na vida húngara.
Em resumo, a culinária húngara é uma jornada de descoberta de sabores e tradições profundas. Seja no Natal ou na Páscoa, a mesa húngara é um testemunho da riqueza cultural e da paixão que permeiam a vida cotidiana neste país encantador. Que essas tradições gastronômicas continuam a unir as famílias húngaras em torno de refeições deliciosas por muitos anos vindouros.